# オラトリオ
オラトリオ（伊: oratorio, 羅: oratorium）は、1640年頃、イタリアで始まったクラシック音楽における楽曲の種類、ないし曲名の一つ。日本語では「聖譚曲（せいたんきょく）」と呼ばれる。バロック音楽を代表する楽曲形式のひとつである。ラテン語オラトリオと、イタリア語やドイツ語、英語などを用いた俗語オラトリオがある。ラテン語オラトリオは17世紀にのみ見られる。

## 概要

### オラトリオ形式の源流
「オラトリオ」の語源は、古代アラム語の「祈祷室」をラテン語に訳したものといわれ、本来は教会や修道院に設けられた祈祷用の部屋を称した。対抗改革の動きのなかで、聖職者と信徒が祈祷室に集まり、祈祷、説教、聖書の朗読、宗教曲の歌唱などからなる宗教行為の習慣がつくられていった。これらの修養は礼拝とは異なり、自由な形式が許容され、世俗曲の形式も採り入れられた。カンタータやマドリガーレなどを宗教曲に採り入れたことが、オラトリオ形式を生んだといえる。オラトリオの原型は、祈祷所で歌われた「ラウダ」と呼ばれる数節からなる、歌いやすくて単純な短い歌であったといわれている。ラウダができた当初は、一声であったが、時代がすすむにつれその声部が増えていった。
1260年頃、イタリアにて信仰が白熱した。理由の一つに、ラニエーロ・ファザーニが「人前で悔悛すれば神の怒りから逃れられる」と説いたことがあげられる。13世紀から14世紀にかけて、悔悛者が自ら鞭を打つ鞭打苦行がさかんに行われた。信心会と呼ばれる信者の共同体では、この苦行とラウダを歌う場所がオラトリオ（祈祷所）であった。それが、のちにオラトリオではラウダを歌った後、そこから歩いて広場まで行進し、広場でイエスの福音書や旧約聖書の情景を演じるという活動が盛んになった。この活動は16世紀ごろまで続いた。

### 最初のオラトリオ
世界で最初のオラトリオは1600年にエミリオ・デ・カヴァリエーリが作曲した『魂と肉体の劇(La reppresentation di Anima et li Corpo)』とされていたが、彼は宗教的内容を扱ったオペラをつくったつもりであり、そしてそれを流行らせることが目的であった。この曲は世界初のオラトリオではなかったが、レチタティーヴォ様式を取り入れたことなどを踏まえて、彼が現在のオラトリオの下地を作ったといえる。
オラトリオ研究家のリーノ・ビヤンキは、世界初のオラトリオは1635年から1640年にかけての教皇ウルバヌス8世頃に作られたものと推測している。しかし、世界初のオラトリオは何かということについては、いまだに推測の域を出ていない。一説には、ジャコモ・カリッシミ作曲『イエフタ』といわれている。いずれにしても、ウルバヌス8世治世下のローマではフィリッポ・ネリによるオラトリオ会が中心となって、今までにない信仰心発露のスタイルとなる新しい音楽ジャンルとしてオラトリオが定着し、流行した。ローマの祝祭は、華々しい行列やオラトリオなどの演出がウルバヌス8世の力を注いだバロック建築を背景ににぎわいをみせ、当時、巡礼や観光でローマにおとずれる人は年間数十万人にもおよんだといわれる。

### オラトリオの特徴
元来はローマ・カトリック教会の宗教曲であるが、聖書などから取った台詞を多用し、さまざまな曲をあわせたことによる豊かな描出力が好まれ、18世紀には、聖書物語などすでにオラトリオと似たような宗教曲をもっていたドイツの作曲家たちにも取り上げられるようになった。18世紀のオラトリオ形式は、ナポリ楽派の影響を受け、オペラと同様の音楽形式をもつようになった。形式の類似性のため、ほとんどのバロック・オペラ作曲家は、オラトリオも作曲している。
典型的なオラトリオは、次の特徴を持つ。
- 以下の点でオペラと類似するが、演技はなく、大道具、小道具、衣装などは用いない。
  - 声楽（独唱（群）・合唱）、オーケストラによって演奏される。
  - 歌詞に物語性があり、全体として叙事的である。
  - 単独の楽曲ではなく、いくつかの曲から構成される、大規模な曲である。
  - レチタティーヴォ・アッコンパニャート、ダ・カーポ・アリア、合唱からなる（まれに二重唱）。
- 宗教的（キリスト教的）な題材である。

なおオラトリオと類似した形式であるが、キリストの受難を扱うものに受難曲と呼ばれるものもあり、厳密には「受難曲」と「受難オラトリオ」に分けられる。
カンタータの中でもキリスト教的な題材によるカンタータである教会カンタータはオラトリオと区別がしがたいことがあり、J.S. バッハの『復活祭オラトリオ』や『昇天祭オラトリオ』は当初カンタータとして分類されていた。また、同じくJ.S. バッハの『クリスマス・オラトリオ』のように、連作カンタータの形をとったオラトリオも多く存在する。
20世紀以降、黛敏郎によるオラトリオ『日蓮聖人』『京都1200年 伝統と創生』や ショスタコーヴィチによる合唱曲『森の歌』のようにキリスト教的宗教色が認められないものもあるが、楽曲形式において類似性があるということで作曲者自らがオラトリオと位置づけた曲もある。

## 主なオラトリオ
- ヴィヴァルディ - 勝利のユディータ
- ヘンデル - メサイア（ハレルヤ・コーラスを含む）、サムソン、ユダス・マカベウス
- J.S. バッハ - 復活祭オラトリオ、昇天祭オラトリオ、クリスマス・オラトリオ
- カール・ハインリヒ・グラウン　- ここへ来て見よ
- ハイドン - 天地創造、四季
- ベートーヴェン - オリーヴ山上のキリスト
- ベルリオーズ - キリストの幼時（宗教的三部作）
- メンデルスゾーン - エリヤ、聖パウロ、キリスト（未完）
- シューマン - 楽園とペリ
- リスト - 聖エリーザベトの伝説、キリスト、聖スタニスラウスの伝説（未完）
- ドヴォルザーク - 聖ルドミラ<『最新名曲解説全集23 声楽曲Ⅲ』（音楽之友社）参照>
- エルガー - ゲロンティアスの夢、生命の光、神の国、使徒たち
- フランツ・シュミット - 7つの封印の書
- ストラヴィンスキー - エディプス王（オペラ＝オラトリオ）
- ステヴァン・フリスティッチ - ハリストス（キリスト）の復活
- セルゲイ・プロコフィエフ - 平和の守り<『最新名曲解説全集24 声楽曲Ⅳ』（音楽之友社）参照>
- フランク・マルタン -ゴルゴタ<『最新名曲解説全集24 声楽曲Ⅳ』（音楽之友社）参照>
- オネゲル - 火刑台上のジャンヌ・ダルク（劇的オラトリオ）
- ウォルトン - ベルシャザールの饗宴
- マイケル・ティペット - 我らが時代の子
- ドミートリイ・ショスタコーヴィチ - 森の歌
- アルフレート・シュニトケ - 長崎
- イラリオン・アルフェエフ - クリスマス・オラトリオ